# Aida Lafuente Penaos
Aida de la Fuente Penaos (Lleó, 25 de febrer de 1915 - Oviedo, 13 d'octubre de 1934) va ser una militant revolucionària lleonesa, que va lliurar heroicament la seva vida durant la Revolució d'Astúries de 1934. En alguna bibliografia de la revolució de 1934 ha estat rebatejada per alguns com la Rosa Roja d'Astúries. Aquestes obres tendeixen a convertir Aida Lafuente en una nena, de 15 o 16 anys, però el 1934 era una jove dirigent revolucionària de 19 anys, com va deixar demostrat de manera irrefutable José Ramón Gómez Fouz, en publicar en el seu llibre Clandestins (pàgina 241) el facsímil de la partida de naixement d'Aida, en un poble de la província de Lleó.
Filla de Gustavo de la Fuente, pintor de cartells i decorats per al Teatre Campoamor, i de Jesusa Penaos. Formada políticament en una família de comunistes (el seu pare havia estat fundador del Partit Comunista d'Espanya a Oviedo i els seus germans militaven a les Joventuts), Aida era una figura coneguda en el moviment juvenil d'Oviedo el 1934. El testimoniatge d'Alejandro Valdés la situa els dies 7 i 8 col·laborant en l'hospital com a infermera. Altres autors parlen de la seva labor en l'organització de les cuines col·lectives que es van muntar en la perifèria d'Oviedo per a abastir els combatents revolucionaris, als quals duia cafè i menjar a la primera línia.

## El 13 d'octubre de 1934
El 13 d'octubre de 1934, el mateix dia en què s'havien alçat contra la II República Espanyola, van incendiar i destruir la Universitat d'Oviedo, considerada principal institució reproductora de l'odiada ideologia republicana burgesa contra la qual lluitaven, Aida actua com a enllaç entre el Comitè Revolucionari d'Oviedo i els grups que controlaven l'oest de la ciutat, en plena actuació de l'exèrcit de la República per a sufocar la revolució. Aida Lafuente va perdre la vida als voltants de l'església de San Pedro de los Arcos d'Oviedo, en ple enfrontament amb la 21a Companyia comandada pel tinent coronel republicà Juan Yagüe. Estava intentant frenar, gairebé en solitari, amb una metralladora situada a la cota de San Pedro de los Arcos, l'avanç de l'exèrcit (tropes de la Legió conduïdes pel general Francisco Franco) en la seva definitiva neutralització de la Revolució de 1934.
Hi havia dos nius de metralladora, el primer va ser silenciat per les tropes de la companyia número 24. La segona metralladora, la d'Aida, va aconseguir detenir-los unes quantes hores. El tinent coronel Juan Yagüe ordena en aquest moment al comandant dels esquadrons de sabres avançar cap al terreny comprès entre l'actual avinguda dels monuments i l'església de San Pedro, d'aquesta forma deixa entre dos focs la posició que estava sent defensada per Aida, la 23a companyia de la Legió progressa al seu torn i, amb l'ajuda de la Cavalleria, penetra en la cota, malgrat els trets que segueixen sortint de la metralladora, la 21a companyia avança per la zona de l'estació del nord i arriba també a la posició d'Aida, trobant-la morta juntament amb altres combatents, la resta dels companys es replega cap a la zona de La Argañosa, perdent la posició. Segons relats de l'època la hi van trobar amb un vestit tacat de pólvora amb un company, també mort, al costat seu. El cadàver d'Aida de la Fuente va ser trobat a la fossa comuna que es va cavar al costat d'una tàpia de l'església de San Pedro de los Arcos.

## Presència d'Aida Lafuente durant la guerra civil

### Batalló Astúries número 1 "Aida Lafuente"
Al començament de la Guerra Civil es donà el nom d'"Aida Lafuente" al Batalló Astúries n. 1, com pot veure's per exemple en aquestes notícies procedents d'Avance. Diario Socialista de Asturias, de Gijón:
«Aquesta Delegació fa saber a l'opinió en general el tret que en benefici dels Hospitals de Sang han fet els milicians de la Secció de Sanitat primera companyia del Batalló Astúries nombre 1, "Aida Lafuente". Aquests companys han donado 200 plats i 80 tasses tretes de la Fàbrica de Loza de San Claudio.» (21 de gener de 1937, pàg. 3) 
«Es desitgen notícies. Rosario Martínez, de Ribadesella, desitja notícies dels seus fills José i Jesús Ruisánchez Martínez, que es troben en el Batalló de Víctor i Aida Lafuente.» (27 de febrer de 1937, pàg. 5) 

### Carrer Aida Lafuente a Gijón
Al començament de 1937 existia a Gijón el Carrer Aida Lafuente, com pot veure's per exemple en aquestes notícies provinents de Avance. Diario Socialista de Asturias, publicat a Gijón: 
| «                            | La Comissió municipal d'Abastaments, per a evitar molèsties al públic, i amb motiu d'haver fet el traspàs dels proveïments de Gijón al Consell Local Cooperatiu, adverteix que va clausurar les oficines que tenia en el carrer d'Aida Lafuente, i que quants hàgin de tractar... | » |
| — 2 de gener de 1937, pàg. 2 | |   |

| «                              | Sindicat del Transport Terrestre. Secció de carbons. Als companys de la Secció de Carbons, a una reunió que tindrà lloc avui, a les set, a Aida Lafuente, 4. | » |
| — 11 de febrer de 1937, pàg. 4 | |   |

| «                                    | Comprovada per aquesta Comissió Provincial de Proveïments la veracitat d'una denúncia apareguda en la premsa local el dia 10 de l'actual, amb motiu d'una alteració il·legal en el preu de venda de la carn, expesa al públic en el carrer d'Aida Lafuente, fem saber... | » |
| — Avanç 12 de febrer de 1937, pàg. 4 | |   |

### Aida Lafuente com a heroïna del poble espanyol
En el míting organitzat pel departament de Propaganda del Front Popular, al Teatre Dindurra de Gijón, per a commemorar la data del 16 de febrer, intervé el socialista Moreno Mateo en nom del Partit Socialista Asturià, i assenyala que Aida Lafuente és una de les «dignes les heroïnes que va donar sempre a la història el poble espanyol» símbol de l'«heroisme femení astur.» Així es ressenya en Avance. Diario Socialista de Asturias, de Gijón: 
| «                               | Fa una crida [Moreno Mateo en nom del Partit Socialista Asturià] a les dones perquè en aquests moments de sacrifici imposin la seva força d'ànim als companys que dessagna el dols i la desesperació. Així lleguéssiu als vostres fills el patrimoni de la seva futura felicitat, perquè puguin viure altres destinacions distintes als quals avui viuen els seus pares. Cal fer-vos dignes de les heroïnes que va donar sempre a la història el poble espanyol de la qual és una ferma representant nostra Aida Lafuente, que és tot un símbol de l'heroisme femení astur. | » |
| — 17 de febrer de 1937, pàg. 3. | |   |

## El mite d'Aida Lafuente durant la transició
La figura d'Aida Lafuente va ser recuperada com a símbol en els anys del tardofranquisme i de la transició, en la confusa reivindicació de la Comuna asturiana de 1934, com a símbol de l'ímpetu revolucionari juvenil, convertida en heroïna revolucionària asturiana des de posicions ideològiques no sempre concorrents: més des de posicions anarquistes i llibertàries, menys des de posicions comunistes, gairebé gens des de posicions socialdemòcrates. En el súmmum de la confusió reivindicativa fins i tot s'ha arribat a associar la imatge d'Aida Lafuente a posteriors i recents reivindicacions lingüístiques, car Aida Lafuente va poder morir lluitant per l'ideal d'una Comuna Llibertària, més que per l'ideal del Soviet bolxevic que animava altres camarades revolucionaris, però de cap manera el bable era llavors bandera de les esquerres, sinó en tot cas de les dretes clericals i reaccionàries contra les quals combatien els revolucionaris internacionalistes o supranacionalistes del 34 asturià.
Hi ha molts poemes i cançons dedicades a la seva memòria, entre les quals es pot destacar la de Nuberu i Víctor Manuel. Hi ha una estàtua rememorant la seva gesta en el lloc on va caure. Conta la llegenda que, en ser increpada pels seus atacants "Tu com et dius, nena?", la seva resposta fou "Comunista llibertària!!!", que foren les seves últimes paraules. Moltes nenes asturianes i espanyoles han estat batejades o anomenades pels seus pares amb el nom d'Aïda, l'heroïna revolucionària d'Oviedo. No deixa de ser curiós també que en el present Aida Lafuente és reivindicada per organitzacions polítiques que pregonen el pacifisme i la democràcia, sent així que l'heroïna revolucionària d'Oviedo va morir exercint la violència revolucionària en un aixecament armat contra la república democràtica burgesa. Està per estudiar de manera detallada la cronologia de la invenció del mite d'Aida Lafuente, les seves fases, els seus agents, els seus detractors, així com tota la riquesa de matisos que conté.